# Spinus tristis
El jilguero yanqui o jilguero norteamericano (Spinus tristis) es una especie de ave paseriforme de la familia Fringillidae propia de Norteamérica, así como las Bahamas y las islas Turcas y Caicos.

## Descripción

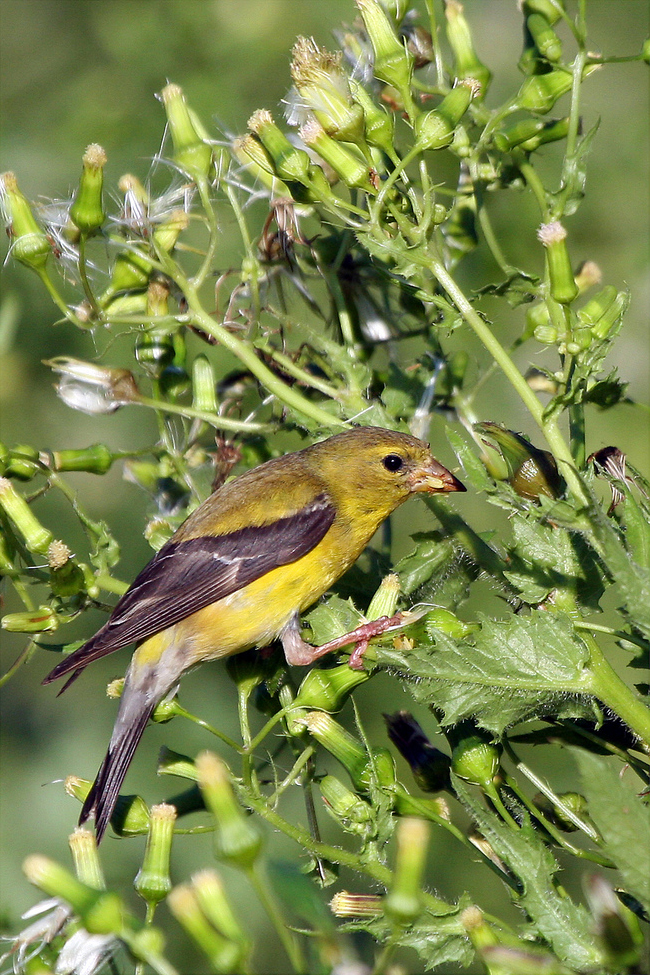
Hembra de jilguero yanqui.

Se caracteriza por su acentuado dimorfismo sexual. El macho que tiene plumaje verde olivo a castaño durante el invierno luce amarillo brillante durante el verano para atraer a las hembras durante la temporada de apareamiento, en tanto que el plumaje mate pardo amarillento de las hembras se hace más brillante durante el verano.

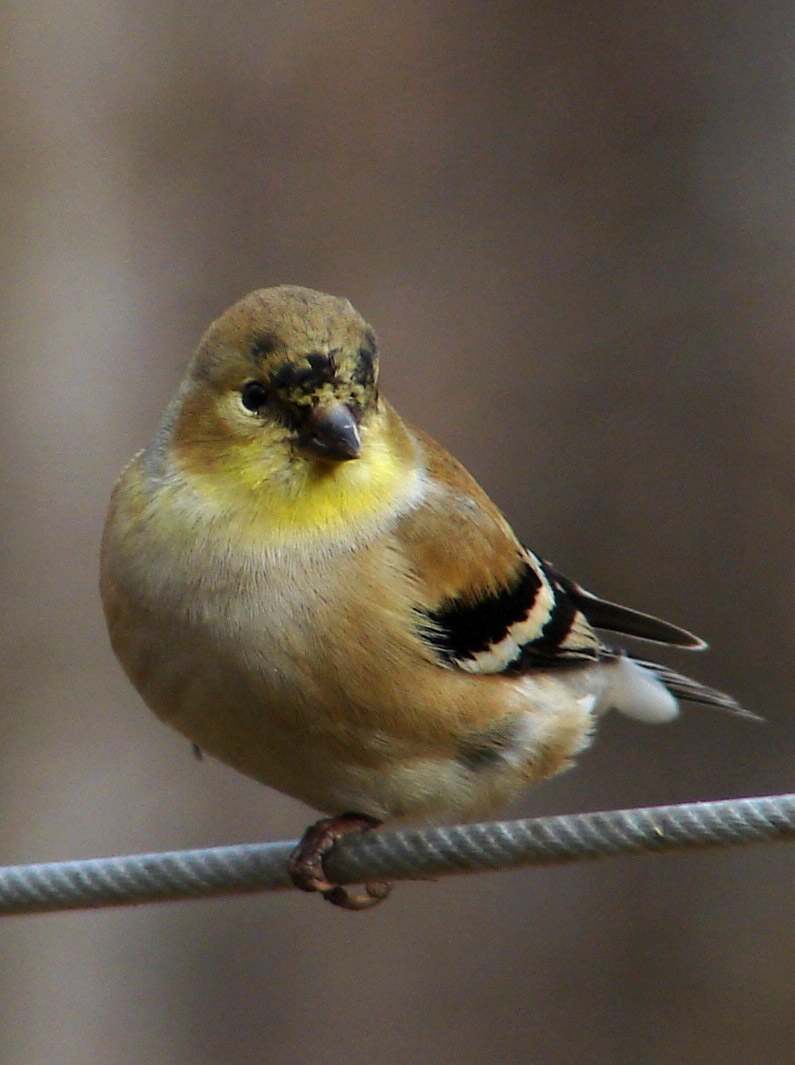
Macho con plumaje de invierno.

Su cuerpo mide de 11 a 13 cm de longitud y 19 a 22 cm de envergadura. Pesa entre 11 y 20 gramos. Su pico es pequeño, cónico y de color rodado la mayor parte del año, pero durante la primavera se torna anaranjado o naranja en ambos sexos. La forma y el tamaño del pico le proporcionan su capacidad de extraer las semillas de los cardos, girasoles y otras plantas que componen su régimen alimenticio.
El jilguero yanque es granívoro, está adaptado para el consumo de semillas, gracias a su pico en forma de cono y a sus patas ágiles que le permiten asir los troncos cuando necesita abastecerse. De carácter social, se desplaza en grupo para alimentarse y para migrar. Defiende un territorio dentro del cual construye su nido. Se reproduce a finales de julio. Tiene una nidada al año y generalmente es monógamo.
Su hábitat preferido son los prados. Prefiere el contacto con los humanos, por lo cual se le encuentra cerca de los poblados y en los suburbios de las ciudades, atraídos por la comida puesta a su disposición.
Su plumaje muda dos veces, una vez en primavera y la otra en otoño. El dimorfismo sexual que afecta el color del plumaje es especialmente notorio tras la muda de primavera, cuando el macho se cubre de colores vivos para atraer a la hembra. Cada muda es completa y no progresiva, cambia todas las plumas con excepción de las de la cola y las alas, que son aceitunadas o pardas en las hembras y negras en los machos, y con bandas blancas que también están siempre presentes.
Una vez completa su muda primaveral, el macho exhibe un plumaje amarillo limón intenso, color que toma de los pigmentos carotenoides de las plantas que ingiere. Su capuchón es negro y su vientre, visible durante el vuelo, es blanco. La hembra presenta tonos amarillos sobre plumaje castaño o aceitunado. Después de la muda de otoño las plumas se tornan mate. El pájaro toma un color gamuza sobre el vientre y marrón aceitunado en el lomo, con la cabeza amarilla pálida. El plumaje de otoño es parecido en los dos sexos, pero el macho se distingue por un babero amarillo. En algunas regiones pierden cualquier rastro de plumaje amarillo durante el invierno y presentan tonos grises bronceados o aceitunados, perceptibles desde cerca.
Las crías y ejemplares jóvenes no son del mismo color de los adultos. Presentan plumaje marrón mate en la parte inferior y amarillo pálido en la superior; las alas y la cola son negros con marcas color gamuza y no blancas, y la coloración es similar en ambos sexos.
Emite una serie de silbidos melodiosos que generalmente comienzan con una nota larga: en vuelo, suena como tsii-tsi-tsi-tsit. Mientras empolla los huevos, la hembra llama al macho con un titititit. Antes de dejar el nido, los polluelos emiten un chillido característico chiki o chikoui. Los adultos emiten dos tipos de gritos para defender el nido: uno es un llamado a otros jilgueros para que le ayuden a distraer al posible predador y el otro es para prevenir y tranquilizar a los polluelos.

## Distribución
De hábitos migratorios, durante la época de apareamiento y crianza vive desde el sur de Canadá hasta Carolina del Norte y durante el invierno va hacia el sur, y llega hasta Florida y el norte y oriente de México.

## Taxonomía
El jilguero yanqui es una de las numerosas especies descritas por el naturalista sueco Carl von Linné en su obra Systema Naturae. Lo incluyó dentro del género Spinus, un grupo reservado para los jilgueros del Nuevo Mundo. En 1976 Spinus fue reclasificado como subgénero del género Carduelis.
Sus parientes más próximo son el jilguero aliblanco o capita negra (Carduelis psaltria) y el jilguero gris o lúgano de Lawrence (Carduelis lawrencei). Aunque del mismo género, no pertenece al mismo subgénero del jilguero europeo y su parentesco es lejano. La palabra latina carduelis viene de carduus, que significa cardo. LEl nombre de la especie, tristis, quiere decir "triste", en latín.
Este lúgano parece ser la especie existente más antigua de la radiación evolutiva Meso Americana de los Spinus/Carduelis
.
La filogenia y sus consecuencias evolutivas has sido también estudiadas Antonio Arnaiz-Villena et al.

### Subespecies
Pueden distinguirse cuatro subespecies:
- C. t. tristis es la más común. Se encuentra desde el sur de Canadá hasta Colorado y en verano llega hasta Carolina del Sur. Pasa el invierno al sur, incluso en Florida y México;[24]

- C. t. pallidus se distingue de las otras subespecies por presentar un color más pálido, por tener las marcas blancas más visibles y porque el capuchón negro de los machos es mayor. Es un poco más grande que C. t. tristis. Su hábitat estival es la Columbia Británica y el occidente de Ontario hasta Oregón al occidente. En invierno llega hasta California y México;[24]

- C. t. jewetti es el más pequeño y obscuro. Se encuentra desde la vertiente occidental de la Cordillera de las Cascadas, de la Columbia Británica hasta el norte de California y en varios lugares coincide con C. t. pallidus;[24]

- C. t. salicamans está presente en verano al oeste de la Sierra Nevada y la Baja California hasta los desiertos de Mojave y Colorado en invierno. El plumaje de ambos sexos en invierno es más castaño o marrón que en las otras subespeciesen tanto que el capuchón negro de verano del macho es más pequeño.[24]